# 蘇四十三起義
蘇四十三起義是乾隆四十六年（1781年）发生于甘肅循化廳的一場反清運動，由撒拉族人蘇四十三發動。虽然该次运动以撒拉族人为主体，但亦有许多回民参加。
乾隆二十六年（1761年）以来，撒拉族内部伊斯兰教新教、老教爆發衝突，清政府将新教创始人马明心逐出循化，之后又將新教領導人贺麻路乎发配乌鲁木齐给兵丁为奴，並且封闭新教清真寺。
乾隆四十六年，新教群众在苏四十三、韩二个领导下，攻占了一些老教村庄。陕甘总督勒尔谨派兵鎮壓，苏四十三等又與清軍作戰。
三月，起義軍攻佔河州，進而包圍蘭州西關，要求當時清朝當局釋放被關在蘭州的馬明心，甘肅布政使王廷贊於是要求馬明心登城勸起義軍投降，但馬明心拒絕服從，最終被處死。起義軍無法攻克蘭州，於是退守華林山。當年七月清軍攻佔華林山，蘇四十三等人全部陣亡。